# Drontermeer
Il Drontermeer è un lago di confine nei Paesi Bassi. La costa occidentale fa parte del Flevopolder nella provincia del Flevoland mentre la costa orientale è divisa tra l'Overijssel, per la parte settentrionale, e la Gheldria, per la parte meridionale. È separato a nord dal Vossemeer da una chiusa chiamata Roggebotsluis. A sud è separato dal Veluwemeer da un ponte stradale in prossimità della città di Elburg.
Al suo interno contiene tre piccole isole disabitate.